# 風險承擔
風險承擔（assumption of risk、自擔風險）屬於侵權法中的一種辯護，如果被告能夠證明原告自願且明知地承擔了他所處的危險活動中所受的損害之固有的風險，則法律就會限製或減少原告對過失侵權行為人(被告)的追償權。

## 外部連結
- assumption of risk （页面存档备份，存于）